# 우국의 모리아티

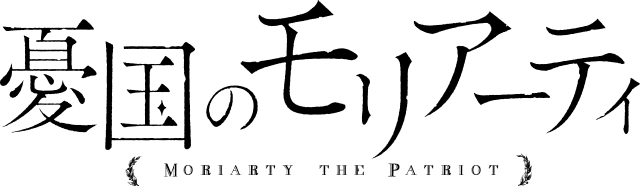

《우국의 모리아티》(憂国のモリアーティ)는 타케우치 료스케(구성)와 미요시 히카루(작화)가 원작한 일본의 만화이다. 점프스퀘어에서 2016년 9월호부터 발간 중. 2020년 10월부터 12월까지(1쿨), 2021년 4월(2쿨)부터 TV 애니메이션화로 방영 중이다. 이 작품은 코난 도일의 셜록 홈즈를 재구성한 작품이다.

## 줄거리
셜록 홈즈의 숙적 제임스 모리어티, 정확히는 윌리엄 제임스 모리어티가 전세계 영토의 4분의 1을 차지하고 19세기 말, 대영제국의 사회적 모순에 반발하는 모리어티 형제가 이상적인 나라를 만들기 위해 세계를 정화한다는 명분으로 장대한 계획을 실천한다는 이야기다.